# Vlietmolen (Temse)
De Vlietmolen is een voormalige watermolen in de Oost-Vlaamse plaats Temse, gelegen aan de Wilfordkaai 23A.
Het was een getijdenmolen op de Schelde van het type onderslagmolen die fungeerde als korenmolen.
Al in de 13e eeuw was er sprake van een molen op deze plaats. Deze molen ging later door oorlogsgeweld verloren. In 1616 werd een stenen molenhuis gebouwd, een gebouw dat nog steeds bestaat. De molen had twee afzonderlijke waterraderen. De molen was bezit van de heren van Temse.
Vanaf 1874 kwam het molenbedrijf tot stilstand, mede door verzanding van de Vliet, het bijriviertje van de Schelde welke de molen van kracht voorzag. Vanaf 1891 werd de molen enkel nog gebruikt als opslagplaats.
Vanaf 1904 werd de molen uitgebaat als hotel en restaurant, waar Antwerpenaren, na een boottochtje, graag kwamen eten. Na een overstroming in 1973 was het met het restaurant goeddeels gedaan. In 1980 werd het gebouw aan de gemeente Temse verkocht en deze wilde er culturele activiteiten in organiseren.
In 1986 vonden restauratiewerkzaamheden plaats, vergezeld van archeologisch onderzoek. In 1989 werd de molen beschermd als monument. Er werd een nepwaterrad aangebracht op de plaats waar het oorspronkelijke rad ooit had gezeten. De molen werd sindsdien benut als kantoor voor de Culturele Dienst.
- Inventaris van het Bouwkundig Erfgoed (Vlaanderen): 15685